# Домантівська сільська рада (Золотоніський район)
Дома́нтівська сільська́ ра́да — колишня адміністративно-територіальна одиниця та орган місцевого самоврядування в Золотоніському районі Черкаської області. Адміністративний центр — село Домантове.

## Загальні відомості
- Населення ради: 2 245 осіб (станом на 2001 рік)

## Населені пункти
Сільській раді були підпорядковані населені пункти:
- с. Домантове

## Склад ради
Рада складалася з 16 депутатів та голови.
- Голова ради: Білялов Віктор Олексійович
- Секретар ради: Плахтій Любов Іванівна

### Керівний склад попередніх скликань
| Прізвище, ім'я, по батькові | Основні відомості                                                                                  | Дата обрання | Дата звільнення |
| --------------------------- | -------------------------------------------------------------------------------------------------- | ------------ | --------------- |
| Білялов Віктор Олексійович  | Сільський голова, 1957 року народження, освіта вища, член Всеукраїнського об'єднання «Батьківщина» | 26.03.2006   | 31.10.2010      |
| Білялов Віктор Олексійович  | Сільський голова, 1957 року народження, освіта вища, безпартійний                                  | 31.10.2010   |                 |

Примітка: таблиця складена за даними сайту Верховної Ради України

### Депутати
За результатами місцевих виборів 2010 року депутатами ради стали:

#### За суб'єктами висування
| Суб'єкт висування                                       | Кількість обраних депутатів | %    |
| ------------------------------------------------------- | --------------------------- | ---- |
| Самовисування                                           | 10                          | 62,5 |
| Політична партія Всеукраїнське об'єднання «Батьківщина» | 5                           | 31,3 |
| Соціалістична партія України                            | 1                           | 6,3  |

#### За округами
| № округу                                                | Прізвище, ім'я, по батькові   | Дата визнання обраним | Освіта  | Партійна приналежність | Відомості про обраного депутата                            |
| ------------------------------------------------------- | ----------------------------- | --------------------- | ------- | ---------------------- | ---------------------------------------------------------- |
| Політична партія Всеукраїнське об'єднання «Батьківщина» |                               |                       |         |                        |                                                            |
| 4                                                       | Молодик Тетяна Іванівна       | 01.11.2010            | вища    | позапартійна           | Домантівська с/р, гол.бухгалтер с/р                        |
| 7                                                       | Цюра Катерина Олексіївна      | 01.11.2010            | вища    | позапартійна           | Домантівський НВК, заступник директора з навч.-вих. роботи |
| 8                                                       | Стеблина Людмила Петрівна     | 01.11.2010            | вища    | позапартійна           | Домантівська с/р, касир                                    |
| 12                                                      | Білялов Сергій Олексійович    | 01.11.2010            | вища    | позапартійний          | ТОВ Домантівське, охоронець                                |
| 14                                                      | Білялова Ніна Петрівна        | 01.11.2010            | середня | позапартійна           | КП Золот. Комбікорм.завод, диспетчер                       |
| Соціалістична партія України                            |                               |                       |         |                        |                                                            |
| 3                                                       | Баранник Валерій Іванович     | 01.11.2010            | вища    | позапартійний          | ТОВ Домантівське, обліковець тракторної бригади            |
| Самовисування                                           |                               |                       |         |                        |                                                            |
| 1                                                       | Гаєнко Тетяна Леонідівна      | 01.11.2010            | вища    | позапартійна           | ТОВ Домантівське, бухгалтер                                |
| 2                                                       | Плахтій Любов Іванівна        | 01.11.2010            | вища    | позапартійна           | Домантівська с/р, секрктар с/р                             |
| 5                                                       | Зіник Василь Тимофійович      | 01.11.2010            | вища    | позапартійний          | ТОВ Домантівське, агроном                                  |
| 6                                                       | Смірнова Ольга Семенівна      | 01.11.2010            | середня | позапартійна           | тимчасово не працює                                        |
| 9                                                       | Литвиненко Микола Якович      | 01.11.2010            | вища    | позапартійний          | РКП «Райтеплоенергія», директор                            |
| 10                                                      | Нос Ніна Володимирівна        | 01.11.2010            | вища    | позапартійна           | Домантівська д/лікарня, медсестра                          |
| 11                                                      | Баранник Оксана Володимирівна | 01.11.2010            | вища    | позапартійна           | Домантівська с/р, землевпорядник                           |
| 13                                                      | Плахтій Михайло Гаврилович    | 01.11.2010            | середня | позапартійний          | Черкаська філія Укртелеком, ел.монтер                      |
| 15                                                      | Литвиненко Ольга Петрівна     | 01.11.2010            | вища    | позапартійна           | КП Дніпро, бухгалтер                                       |
| 16                                                      | Рибалка Світлана Федорівна    | 01.11.2010            | середня | позапартійна           | Домантівське відділення зв'язку, листоноша                 |

## Природно-заповідний фонд
На землях, що належать сільраді, розташовано ботанічний заказник місцевого значення «Пташині острови».